# Jacky Dorsey
Jacky Dorsey (Atlanta, 18 dicembre 1954 – Houston, 25 marzo 2022) è stato un cestista statunitense, professionista nella NBA, in Italia e in Venezuela.

## Carriera
Venne selezionato dai New Orleans Jazz al secondo giro del Draft NBA 1976 (26ª scelta assoluta).

## Palmarès
- All-CBA First Team (1981)
- Miglior marcatore CBA (1981)
- 2 volte miglior rimbalzista CBA (1981, 1982)
- Campione USBL (1988)